# 迈蒂利语
迈蒂利语是印度東部的一種語言，主要在比哈爾邦和尼泊爾東部地區使用。屬於印度-雅利安語支東支，和屬於中支的印地語有別。根據2001年的統計，印度有1200萬人說這種語言，但是很多機構認為實際使用人數遠遠高於官方的統計。

## 书写文字
傳統上迈蒂利语使用底罗仆多文和凱提文書寫，但是現代一般用天城文。

## 名字由来
迈蒂利一詞來自古國名彌薩羅。